# Ristijärvi (sjö i Finland, Lappland, lat 66,15, long 27,20)
Ristijärvi är en sjö i Finland. Den ligger i kommunen Ranua i landskapet Lappland, i den norra delen av landet, 700 km norr om huvudstaden Helsingfors. Ristijärvi ligger 190,3 meter över havet. Arean är 88,5 hektar och strandlinjen är 7,25 kilometer lång. Sjön  ingår i Simo älvs huvudavrinningsområde. 